# Gabbioneta-Binanuova
Gabbioneta-Binanuova (lombardul: Gabianida-Binanóva) település Olaszországban, Lombardia régióban, Cremona megyében. Lakosainak száma 842 fő (2023. január 1.). Gabbioneta-Binanuova Grontardo, Ostiano, Pessina Cremonese, Scandolara Ripa d’Oglio, Seniga és Pescarolo ed Uniti községekkel határos.

## Népesség
A település lakossága az elmúlt években az alábbi módon változott:
| Lakosok száma | 897  | 860  | 858  | 842  |
|               | 2013 | 2017 | 2018 | 2023 |